# خوان لافيناس
خوان لافيناس (5 سبتمبر 1914 – 19 أبريل 1999) هو عداء أرجنتيني. تنافس في سباق التتابع 4 × 100 متر للرجال في دورة الألعاب الأولمبية الصيفية عام 1936.